# Langues à Singapour
 (novembre 2022).
Si vous disposez d'ouvrages ou d'articles de référence ou si vous connaissez des sites web de qualité traitant du thème abordé ici, merci de compléter l'article en donnant les références utiles à sa vérifiabilité et en les liant à la section « Notes et références ».
Singapour a quatre langues officielles qui sont le mandarin, l'anglais, le malais et le tamoul.

## Anglais
L'anglais a été promu dès l'indépendance comme langue unificatrice de la nation. C'est le médium d'instruction dans toutes les écoles. C'est la langue des affaires, du gouvernement et en conséquence de la scolarisation. On peut la considérer comme la langue dominante. L'influence des autres langues a donné naissance à un anglais singapourien, le singlish.
En 2010, l'anglais est la langue la plus utilisée à Singapour (voir le tableau plus bas). 32,3 % de la population sait parler anglais à des degrés divers, mais en 2015, 36,9 % des Singapouriens ont l'anglais comme langue maternelle. 
L'anglais est en progression permanente à Singapour. Par exemple, en 1940, seuls 9 % des Singapouriens parlaient couramment anglais.   

## Malais
Pour des raisons historiques, la langue nationale est le malais. Cependant, elle ne sert plus de lingua franca depuis les années 1970. Le malais est la langue utilisée pour l'hymne national, la devise nationale et pour les ordres dans l'armée.
Il est une langue utile pour communiquer avec les puissants voisins Malais et Indonésien. Toutefois, le Bahasa Indonesia (ou malais d'Indonésie) a des différences d'accents, et de vocabulaire, mais les locuteurs de ces deux variantes de Malais sont tout à fait inter-compréhensible. Le Malais parlé à Singapour est plus proche de celui parlé en Malaisie.  

## Chinois
Originellement, les Chinois de Singapour, venaient du Fujian, du Guangdong et de Hainan et parlaient leurs langues respectives. Le mandarin a été promu par le gouvernement comme langue commune aux Chinois, à travers de nombreuses campagnes. Connaître le mandarin permet aussi de rester en contact avec la Chine. Cependant, Singapour n'a pas d'écoles chinoises. Le mandarin y est enseigné en tant que langue native, ce qui constitue l'une des explications au fait que de nombreux élèves aient des problèmes avec leur langue maternelle, l'autre explication étant que les parents, même d'origine chinoise, ne parlent qu'anglais avec leurs enfants pour leur faciliter l'apprentissage scolaire.[pas clair]. L'Université de Nanyang, disparue en 1980, était la seule université utilisant le chinois.
La variante spécifique de Singapour est dénommée mandarin de Singapour.

## Tamoul
Environ 60 % des Indiens de Singapour ont le tamoul comme langue native .
Le tamoul est une langue utilisée dans l’enseignement, au travail et ainsi que par le gouvernement .

## Statistiques
| Langue la plus utilisée (%)                 | Langue la plus utilisée (%) | Langue la plus utilisée (%) | Langue la plus utilisée (%) | Langue la plus utilisée (%) |
| Langue                                      | 1990                        | 2000                        | 2010                        | 2015                        |
| ------------------------------------------- | --------------------------- | --------------------------- | --------------------------- | --------------------------- |
| Anglais                                     | 18,8                        | 23,0                        | 32,3                        | 36,9                        |
| Mandarin                                    | 23,7                        | 35,0                        | 35,6                        | 34,9                        |
| Langues chinoises (hokkien, hakka, teochew) | 39,6                        | 23,8                        | 14,3                        | 12,2                        |
| Malais                                      | 14,3                        | 14,1                        | 12,2                        | 10,7                        |
| Tamoul                                      | 2,9                         | 3,2                         | 3,3                         | 3,3                         |
| Autres langues                              |                             | 0,9                         | 2,3                         | 2,0                         |